# Paul Morphy
Paul Charles Morphy (n. 22 iunie 1837, parohia Orleans⁠(d), Louisiana, SUA – d. 10 iulie 1884, parohia Orleans⁠(d), Louisiana, SUA) a fost un celebru șahist american, care este considerat neoficial drept campion mondial al acestui joc (1858-1862).